# 彼得·赫尔贝克
彼得·赫尔贝克（捷克語：Petr Hrbek，1969年4月3日—），捷克男子冰球运动员。他曾代表捷克斯洛伐克、捷克参加1992年和1994年冬季奥林匹克运动会冰球比赛，其中1992年冬季奥运会获得一枚铜牌。